# Sonoluminiscenca
Sónoluminiscénca je pojav sevanja svetlobe pri močnem skrčenju mehurčkov (imploziji) v tekočini zaradi vzbujanja z zvokom.
Mehanizem sonoluminiscence sicer ni popolnoma jasen, kljub temu pa se trenutno najverjetnejša teorija osredotoča na adiabatsko stisnjenje plinov v mehurčku, s tem pa nastanek visokih temperatur in tlakov ter ionizacija atomov.
Pojav sta leta 1934 odkrila nemška znanstvenika H. Frenzel in H. Schultes, ko sta v posodo z razvijalom za fotografije vstavila ultrazvočni pretvornik, s prvotnim namenom za pospeševanje procesa razvijanja fotografij.

## Mehanizem sevanja
Pojav trenutno ni znan v popolnosti, kljub temu pa ima osrednjo vlogo v pojavu mehurček, napolnjen s plinom, ki se zaradi zvočnih valov širi in nato krči (torej pride do implozije mehurčka), pri čemer odda svetlobo določene valovne dolžine. Celoten proces traja v povprečju 30 μs, oddajanje svetlobe pa okoli 100 ps.
Glede na analize spektra oddane svetlobe se lahko sklepa o dogajanju v notranjosti mehurčka. Največja gostota energijskega toka je blizu 230 nm, vendar z upoštevanjem dejstva, da voda absorbira fotone z večjo energijo, obstaja možnost, da je največja gostota pri manjši valovni dolžini. Glede na spekter je pri sobni temperaturi vode temperatura v središču mehurčka okoli 16.000 K, kar je skoraj trikratna vrednost temperature površja na Soncu, nekateri viri pa omenjajo temperature od 2.600 K to 5.100 K. Z znižanjem temperature vode se zmanjša prisotnost vodnih hlapov v mehurčku, kar omogoča nastanek fotonov z večjo energijo, posledično pa naraste temperatura v središču tudi do 30.000 K.
Intenziteta sonoluminiscence je med drugim kritično odvisna od pritiska (tlaka) na mehurček. Z drugimi besedami, intenziteta oddane svetlobe narašča premo sorazmerno z naraščanjem pritiska na mehurček, saj večji pritisk nosi večjo energijo, ki se v mehurčku pretvori v svetlobo. Tako pri tlaku 1,1 atm svetloba že začne nastajati, vendar se pri tlaku 1,5 atm mehurček uniči. Absolutni najmanjši polmer mehurčka je težko izmeriti, saj mehurčki ne ostanejo v danem stanju dovolj časa za merjenje. Poleg tlaka je pomemben parameter tudi količina in vrsta raztopljenih plinov v tekočini. Dokazano je bilo, da je prisotnost žlahtnih plinov (helij, argon in ksenon) pomembna za nastanek sonoluminiscence, intenziteta svetlobe in  temperatura pa naraščata premo sorazmerno z relativno atomsko maso žlahtnih plinov. Največja intenziteta svetlobe je opažena pri koncentracijah okoli 1 %, pri večjih pa je intenziteta manjša; vzrok za to je še vedno neznan. Pomembno je poudariti, da so vsi eksperimenti s sonoluminiscenco bili narejeni v vodi in njej podobnih tekočinah, v drugih tekočinah pa so bili poskusi zelo oteženi ali neuspešni; vzrok za to je tudi tukaj še vedno neznan.

### Vzroki za nastanek svetlobe
Najpreprostejši model vključuje adiabatsko stisnjenje. Pri tem je torej proces tako hiter, da sistem z okolico ne izmenja toplote. V danem primeru je sistem mehurček, ki je zaradi zvočnih valov stisnjen tako hitro, da ne oddaja toplote, pač pa naraste temperatura v njegovi notranjosti. Čeprav absolutni najmanjši polmer mehurčka pri skrčitvi ni določen, je predvidevano, da se skrči na stotino vrednosti začetnega polmera pred delovanjem zvoka, pri čemer naraste temperatura do 10.000 K v središču mehurčka, vendar je nastala temperatura premajhna za nastanek oddane svetlobe.
Glede na dinamiko tekočin je mehurček pri skrčenju zelo nestabilen in eden načinov razpada je izmet curka vode iz ene strani mehurčka na drugo stran. Po stiku s steno curek le-to poruši, pri čemer se sprosti energija za nastanek svetlobe. Predvidevano je, da molekule žlahtnih plinov prispevajo k destabilizaciji stene.
Naslednji model temelji na električnih lastnostih vodnih molekul. V območjih z velikimi spremembami tlaka na majhnih razdaljah lahko postanejo vodne molekule polarizirane na taki način, da so pozitivni in negativni naboji razmaknjeni. Pri tem pride do ionizacije molekul na zunanji stani mehurčka, sproščeni elektroni pa reagirajo z atomi žlahtnih plinov, zaradi česar pride do sevanja svetlobe. Pri tem bi bile izmerjene visoke temperature iz analize spektra oddane svetlobe pravzaprav energija prostih elektronov in ne atomov v notranjosti mehurčka.
Julian Schwinger, Nobelov nagrajenec za fiziko, je pri pojavu predlagal model kvantno mehaničnega učinka. V bistvu naj bi tudi prazen prostor vseboval energijo (angleško zero-point energy), stisnjenje prostora v mehurčku pa naj bi povzročilo izsevanje te energije v obliki fotonov. Eksperimenti so njegovo teorijo ovrgli.
Trenutno najpopularnejšo ter z eksperimetni podprto razlago sonoluminiscence je podal Hilgenfeldt s sodelavci in je praktično razširitev adiabatnega modela. Nestabilna stena sproži nastanek šokovnega vala, ki pred seboj stiska pline v notranjosti mehurčka, s tem pa ustvarja visok tlak in temperaturo. Atomi žlahtnih plinov zato ionizirajo, nastane plazma, sproščeni elektroni pa izsevajo svetlobo.

## Rayleigh-Plessetova enačba
Dinamiko gibanja mehurčka oz. njegovega polmera {\displaystyle R} lahko približno opišemo preko Rayleigh-Plessetove enačbe, ki je praktično izpeljava Navier-Stokesove enačbe:
{\displaystyle R{\ddot {R}}+{\frac {3}{2}}{\dot {R}}^{2}={\frac {1}{\rho }}\left(p_{g}-P_{0}-P(t)-4\eta {\frac {\dot {R}}{R}}-{\frac {2\gamma }{R}}\right),}
pri čemer je:
- {\displaystyle \eta } - viskoznost,
- {\displaystyle p} - pritisk (tlak),
- {\displaystyle \gamma } - površinska napetost.

Polmer je pri tem funkcija časa {\displaystyle t}. Enačba dobro opisuje gibanje mehurčka zaradi zvoka, razen v zadnjih fazah kolapsa mehurčka, saj takrat hitrost gibanja stene mehurčka preseže hitrost zvoka v plinu znotraj mehurčka..

## Možne aplikacije v energetiki
Predvidevano je, da temperatura v središču mehurčka naraste na več milijonov kelvinov, kar bi bilo dovolj za hladno fuzijo v težki vodi. Kljub temu obstajajo problemi pri izvajanju procesa, sa bi lahko bili mehurčki preveliki za potek kemične reakcije, poleg tega pa bi črpanje energije iz težke vode lahko motilo druge fuzijske procese.
Znanstveniki na Politehničnem Inštitutu Rensselaer sicer trdijo, da so 27. januarja 2006 uspeli izvesti fuzijo pri sonoluminiscenčnih eksperimentih.

## Sonoluminiscenca pri organizmih
Nekateri deseteronožci družine Alpheidae pri lovu proizvajajo sonoluminiscenco s pomočjo posebej oblikovanih klešč. S tleskom teh klešč deseteronožci ustvarijo zvočni pritisk do 80 kPa na razdalji 4 cm, ki jo dovolj močan, da ubije majhno ribo ali razbije kozarec. Pri tem temperatura v nastalih mehurčkih naraste do 5.000 K, posledično pa nastane svetloba. Le-ta ima manjšo intenziteto kot pa svetloba, izsevana pri sonoluminiscenci pri eksperimentih, in je ni mogoče zaznati s prostim očesom. Najverjetneje je sonoluminiscenca v danem primeru le stranski pojav in nima biološkega pomena. Kljub temu pa predstavlja odkritje sonoluminiscence pri deseteronožcih prvo odkritje tega pojava od leta 2001. Sonoluminiscenca je bila odkrita tudi pri bogomolčarjih, pri katerih nastane zaradi izjemno hitrega udarca z nogami.